# 大江町
大江町（おおえまち）は、山形県の中央部にある人口約6千人の町。1959年（昭和34年）、左沢町と漆川村の合併により成立。
元禄年間より大正初期にかけ、最上川舟運の中継地として大いに栄えた。

## 地理

### 概要
面積154.08 km²。その約80 %にあたる126.33 km²が森林である。
町域は、山形盆地中央部西端から朝日山地東端の小朝日岳まで東西約24 kmに細長く広がる。また、東に接する寒河江市内および東村山郡中山町内に、複数の飛び地を抱えている。行政上、町域は、東から左沢地区・本郷地区・七軒地区に区分される。
町域西部は、朝日山系の小朝日岳や古寺山等が連なる山地帯となっている。小朝日岳を水源とする一級河川月布川が町域の中央部を横断（東進）し、町域東端の左沢地区で最上川に合流している。月布川の本・支流に沿って集落が展開しており、同河川に並行して走る主要地方道の山形県道27号大江西川線が主要な集落を繋いでいる。集落の平均標高は212 mであるが、町域で標高200 m以下にあるのは総面積の13.7 %にすぎない。
町の中心地は町域東端の左沢地区であり、人口の7割超が集中している。JR左沢線の終点左沢駅があり、国道287号および458号が通る。
左沢の市街地は、最上川が長井盆地と山形盆地との境界となる峡谷部を抜けた谷口から、最上川と月布川の合流点附近の氾濫原および河岸段丘上にかけて形成されている。段丘面の標高は約105 - 110 m程度、最上川の川面の標高が約100 m程度である。
なお、左沢は難読地名であるが語源については諸説ある（#地名の由来参照）。
本郷地区・七軒地区は、東から、月布川下流の谷底平野に開けた農村、月布川の河谷段丘上に展開する農村、月布川の支流沿いに散在する山村の大きく3つに分類することができる。
戊辰戦争以前は、本郷地区は松山藩左沢領の一部、七軒地区は柴橋代官所（現寒河江市柴橋。1866年（慶應2年）に寒河江代官所（現寒河江市丸内）と共に長岡代官所（現寒河江市長岡）に統合）管轄の天領であった。
- 山 : 小朝日岳（1,648 m）、古寺山（1,501 m）、鳥原山（1,430 m）、大頭森山（984 m）、大山（312 m）、楯山（222 m）
- 河川 : 最上川、月布川

### 人口
| |                                        |  |
| 大江町と全国の年齢別人口分布（2005年） | 大江町の年齢・男女別人口分布（2005年） |  |
| ■紫色 ― 大江町 ■緑色 ― 日本全国 | ■青色 ― 男性 ■赤色 ― 女性              |  |
| 大江町（に相当する地域）の人口の推移 \| 1970年（昭和45年） \| 13,126人 \| \| \| 1975年（昭和50年） \| 11,801人 \| \| \| 1980年（昭和55年） \| 11,374人 \| \| \| 1985年（昭和60年） \| 11,061人 \| \| \| 1990年（平成2年） \| 10,724人 \| \| \| 1995年（平成7年） \| 10,537人 \| \| \| 2000年（平成12年） \| 10,477人 \| \| \| 2005年（平成17年） \| 9,915人 \| \| \| 2010年（平成22年） \| 9,227人 \| \| \| 2015年（平成27年） \| 8,472人 \| \| \| 2020年（令和2年） \| 7,646人 \| \| |                                        |  |
| 総務省統計局 国勢調査より |                                        |  |
| 1970年（昭和45年） | 13,126人                               |  |
| 1975年（昭和50年） | 11,801人                               |  |
| 1980年（昭和55年） | 11,374人                               |  |
| 1985年（昭和60年） | 11,061人                               |  |
| 1990年（平成2年） | 10,724人                               |  |
| 1995年（平成7年） | 10,537人                               |  |
| 2000年（平成12年） | 10,477人                               |  |
| 2005年（平成17年） | 9,915人                                |  |
| 2010年（平成22年） | 9,227人                                |  |
| 2015年（平成27年） | 8,472人                                |  |
| 2020年（令和2年） | 7,646人                                |  |

### 地質
1978年（昭和53年）、町内大字三郷甲字用平（左沢地区）において、渇水のため露出していた最上川河床に海牛の骨格化石を、当時左沢小学校6年生の渡辺政紀と斉藤正弘の2人が発見した。産出した地層は、約800万年前の上部中新統（中新世後期）であり、標本は体前半部の骨格がほぼ完全に揃った状態の良いものであった。歯および肩甲骨等の性質から、中新世中期のヨルダニカイギュウ（ドゥシシレン属）と鮮新世のクエスタカイギュウ（ステラーカイギュウ属）を繋ぐドゥシシレン属の新種であることが判明し、「ヤマガタダイカイギュウ」と命名されている。発見地のすぐ上流部には「明神ハゲ」や「用のハゲ」と称されている生痕化石の密集部を伴う浅海相が露出した高さ170 mに及ぶ断崖がある。
左沢地区西部から本郷地区東部に掛けて新第三系鮮新統である左沢層が分布しており、5層の亜炭層が確認されている。本夾炭層は、当地を中心として、北は西村山郡河北町谷地、南は山形市村木沢まで広がっており、村山炭田と称される。最盛期には本郷地区に3炭鉱が開発され、操業していたが、現在はすべて廃鉱となっている。

## 気候
寒暖の差が大きく気温の年較差、日較差が大きい顕著な大陸性気候である。
町域全体が豪雪法に基づく「特別豪雪地帯」および雪寒法に基づく「積雪寒冷特別地域」に指定されている。積雪は12月上旬から3 - 4か月に及び、積雪量は左沢地区で1m前後、本郷・七軒地区は2 - 3mに達する。一方、夏季は、フェーン現象により、30℃を超える真夏日が続くことも珍しくない。
大字本郷字己下タ原に気象庁のアメダス左沢観測所がある。
| 大江町 （アメダス左沢観測所 : 北緯38度22分17秒 東経140度11分35.5秒 / 北緯38.37139度 東経140.193194度 ）の気候 | 大江町 （アメダス左沢観測所 : 北緯38度22分17秒 東経140度11分35.5秒 / 北緯38.37139度 東経140.193194度 ）の気候 | 大江町 （アメダス左沢観測所 : 北緯38度22分17秒 東経140度11分35.5秒 / 北緯38.37139度 東経140.193194度 ）の気候 | 大江町 （アメダス左沢観測所 : 北緯38度22分17秒 東経140度11分35.5秒 / 北緯38.37139度 東経140.193194度 ）の気候 | 大江町 （アメダス左沢観測所 : 北緯38度22分17秒 東経140度11分35.5秒 / 北緯38.37139度 東経140.193194度 ）の気候 | 大江町 （アメダス左沢観測所 : 北緯38度22分17秒 東経140度11分35.5秒 / 北緯38.37139度 東経140.193194度 ）の気候 | 大江町 （アメダス左沢観測所 : 北緯38度22分17秒 東経140度11分35.5秒 / 北緯38.37139度 東経140.193194度 ）の気候 | 大江町 （アメダス左沢観測所 : 北緯38度22分17秒 東経140度11分35.5秒 / 北緯38.37139度 東経140.193194度 ）の気候 | 大江町 （アメダス左沢観測所 : 北緯38度22分17秒 東経140度11分35.5秒 / 北緯38.37139度 東経140.193194度 ）の気候 | 大江町 （アメダス左沢観測所 : 北緯38度22分17秒 東経140度11分35.5秒 / 北緯38.37139度 東経140.193194度 ）の気候 | 大江町 （アメダス左沢観測所 : 北緯38度22分17秒 東経140度11分35.5秒 / 北緯38.37139度 東経140.193194度 ）の気候 | 大江町 （アメダス左沢観測所 : 北緯38度22分17秒 東経140度11分35.5秒 / 北緯38.37139度 東経140.193194度 ）の気候 | 大江町 （アメダス左沢観測所 : 北緯38度22分17秒 東経140度11分35.5秒 / 北緯38.37139度 東経140.193194度 ）の気候 | 大江町 （アメダス左沢観測所 : 北緯38度22分17秒 東経140度11分35.5秒 / 北緯38.37139度 東経140.193194度 ）の気候 |
| 月 | 1月 | 2月 | 3月 | 4月 | 5月 | 6月 | 7月 | 8月 | 9月 | 10月 | 11月 | 12月 | 年 |
| --- | --- | --- | --- | --- | --- | --- | --- | --- | --- | --- | --- | --- | --- |
| 最高気温記録 °C （°F）                                                                                        | 12.3 (54.1)                                                                                                   | 17.6 (63.7)                                                                                                   | 21.3 (70.3)                                                                                                   | 29.5 (85.1)                                                                                                   | 33.1 (91.6)                                                                                                   | 34.8 (94.6)                                                                                                   | 37.3 (99.1)                                                                                                   | 37.9 (100.2)                                                                                                  | 34.7 (94.5)                                                                                                   | 29.1 (84.4)                                                                                                   | 25.7 (78.3)                                                                                                   | 19.0 (66.2)                                                                                                   | 37.9 (100.2)                                                                                                  |
| 平均最高気温 °C （°F）                                                                                        | 2.1 (35.8) | 3.1 (37.6) | 7.5 (45.5) | 15.2 (59.4)                                                                                                   | 21.6 (70.9)                                                                                                   | 24.9 (76.8)                                                                                                   | 27.9 (82.2)                                                                                                   | 29.5 (85.1)                                                                                                   | 25.0 (77) | 18.6 (65.5)                                                                                                   | 11.7 (53.1)                                                                                                   | 5.0 (41) | 16.0 (60.8)                                                                                                   |
| 日平均気温 °C （°F）                                                                                          | −1.3 (29.7)                                                                                                   | −1.0 (30.2)                                                                                                   | 2.3 (36.1) | 8.5 (47.3) | 14.7 (58.5)                                                                                                   | 19.0 (66.2)                                                                                                   | 22.7 (72.9)                                                                                                   | 23.7 (74.7)                                                                                                   | 19.4 (66.9)                                                                                                   | 12.7 (54.9)                                                                                                   | 6.4 (43.5) | 1.2 (34.2) | 10.7 (51.3)                                                                                                   |
| 平均最低気温 °C （°F）                                                                                        | −4.7 (23.5)                                                                                                   | −4.9 (23.2)                                                                                                   | −2.3 (27.9)                                                                                                   | 2.2 (36) | 8.1 (46.6) | 13.9 (57) | 18.6 (65.5)                                                                                                   | 19.3 (66.7)                                                                                                   | 14.9 (58.8)                                                                                                   | 7.8 (46) | 1.9 (35.4) | −2.0 (28.4)                                                                                                   | 6.1 (43) |
| 最低気温記録 °C （°F）                                                                                        | −15.4 (4.3)                                                                                                   | −16.2 (2.8)                                                                                                   | −13.6 (7.5)                                                                                                   | −6.9 (19.6)                                                                                                   | −1.0 (30.2)                                                                                                   | 4.4 (39.9) | 8.5 (47.3) | 10.3 (50.5)                                                                                                   | 3.8 (38.8) | −2.1 (28.2)                                                                                                   | −7.5 (18.5)                                                                                                   | −16.3 (2.7)                                                                                                   | −16.3 (2.7)                                                                                                   |
| 降水量 mm （inch）                                                                                            | 135.0 (5.315)                                                                                                 | 93.1 (3.665)                                                                                                  | 88.8 (3.496)                                                                                                  | 69.5 (2.736)                                                                                                  | 78.2 (3.079)                                                                                                  | 115.4 (4.543)                                                                                                 | 197.2 (7.764)                                                                                                 | 140.1 (5.516)                                                                                                 | 118.3 (4.657)                                                                                                 | 107.2 (4.22)                                                                                                  | 117.8 (4.638)                                                                                                 | 150.2 (5.913)                                                                                                 | 1,410.6 (55.535)                                                                                              |
| 降雪量 cm （inch）                                                                                            | 227 (89.4) | 185 (72.8) | 85 (33.5) | 3 (1.2) | 0 (0) | 0 (0) | 0 (0) | 0 (0) | 0 (0) | 0 (0) | 3 (1.2) | 116 (45.7) | 613 (241.3)                                                                                                   |
| 平均降水日数 （≥1.0 mm）                                                                                      | 21.5 | 17.1 | 15.3 | 11.3 | 9.7 | 10.0 | 13.5 | 10.9 | 11.1 | 11.8 | 15.1 | 19.9 | 167.2 |
| 平均月間日照時間                                                                                              | 64.0 | 83.0 | 139.0 | 185.1 | 203.3 | 167.2 | 147.6 | 182.1 | 138.8 | 131.0 | 101.1 | 63.0 | 1,609.5 |
| 出典：気象庁（平均値：1991年 - 2020年、極値：1976年 - 現在）                                                  | | | | | | | | | | | | | |

## 地名の由来

### 大江
合併に因る瑞祥地名である。
1956年（昭和31年）施行の町村合併促進法に基づき、県は漆川村による左沢町の吸収合併（編入）を命じていたが、新設合併（合体）を望む左沢町の反対等により難航。最終的に新設合併で妥結したことで、当時の県知事安孫子藤吉によって新町名として命名された。
安孫子は、明代初期の詩人高啓（青邱）の詩「登金陵雨花台望大江」などを引きながら、五百川峡谷を抜けてきた最上川がこの地で大きく屈曲し、はじめて大江の景観を呈することからの命名であり、平安時代末期に大江広元が当地を含む寒河江荘を領有して以来約400年に亘り繁栄し、当地（七軒地区大字貫見）で滅亡した大江氏（寒河江大江氏）からの連想は本義ではないとしている。

### 左沢
諸説あるが、主に人口に膾炙しているのは以下の説である。
- 宝暦年間に進藤重記によって編纂された地誌『出羽國風土略記』に拠る最上川の右岸を「こちらの沢」、左岸を「あちらの沢」と呼んだ（左沢市街地は実際に最上川左岸にあたる）ことからの転訛との説[13]。
- 柳田國男に拠る、古語に樹木の日の当たらない側をアテと云い、転じて日当たりの悪い土地をアテと称したことに基づくとの説[14][注 2]。なお、柳田に拠れば「アテラ」「安寺」「阿寺」等、同音の地名は美濃以東日本各地に分布している[注 3]。山中襄太は山形県内だけでも同音の地名を10箇所確認できるとする[15]。
- 大正年間の鉄道旅行ガイド[16]が採取している、寒河江城から見て「あちら」方の渓谷と大江親広が呼んだことに因るとの説。
- 詩人の黒田喜夫等が唱えるアイヌ語起源説。黒田に拠れば、アイヌ語で「at‐e‐ra‐nay」は日本語で「オヒョウニレ・そこの・下方に・沢」となり、すなわち「楡の木のある所の下流の沢」となるという[17][注 4]。

### 本郷
松山藩左沢領であったうちの小漆川城址より西側、現大字本郷己以西を総称した江戸期の呼び名「本郷組」に基づく。

### 月布地区（本郷）
読みは「つきぬの」。月布川で晒した布を租税（調）として納めていたことに由来するとみられる。「調布」の項も参照。

### 七軒
天領であった現町域のうちの大字貫見以西の貫見村、沢口村、柳川村、黒森村、小柳村、小清村、勝生村の七ヶ村を総称した江戸期の呼び名「七軒組」に基づく。

## 歴史

### 先史
遺跡により、少なくとも後期旧石器時代から定住が確認されている。同時代の重要な遺跡として、大字左沢字木の沢（東に隣接する寒河江市内にある飛地）に存在する金谷原遺跡がある。この遺跡から当地にかなり大規模な石器製作所があったと推察されている。。
縄文時代の遺跡は、その多くが大字小見（左沢地区）から大字柳川（七軒地区）までの月布川沿いの河岸段丘上に立地する。なかでも大字橋上（本郷地区）にある橋上遺跡からは、当地が石器の産地であったことを示す出土品が確認されている。当地の石器製作は、山形県中央部の出羽山地に沿って南北に走る草薙層からもたらされた珪質頁岩を背景としたもので、同様の石器製作遺跡は、月布川流域に色濃く分布している。これらの石器製作遺跡で作られた石器は奥羽山脈を越えて宮城県の縄文時代の遺跡からも出土している

### 古代
古墳の状況から、6世紀には当地が含まれる山形盆地一帯にヤマト王権の勢力が及んでいたと推察される。
646年（大化2年）までには当地を含む最上郡（現山形県村山地方および最上地方）および置賜郡（現山形県置賜地方）が陸奥国として大和朝廷の支配下に組み込まれたと考えられる。
712年（和銅5年）9月（現行の暦では10月）に越後国出羽郡（現山形県庄内地方）が出羽国に昇格。同年翌月、陸奥国より最上郡・置賜郡が出羽国へと割譲。なお、この時期、最上郡は裳上郡とも書かれていたようである。
平安時代初期の886年（仁和2年）に最上郡が村山郡（現山形県最上地方）と最上郡（現同村山地方）に分割され、当地は出羽国最上郡下となる。前述の橋上遺跡からはこの時代の竪穴建物跡も検出されている。また、寒河江市内にある飛地及び大字藤田（左沢地区）などのいくつかの遺跡において同時代の須恵器窯が検出されている。
11世紀初頭までには、当地を含む最上郡下寒河江荘（現西村山郡・寒河江市の全域および村山市の一部）は、摂関家荘園として成立していたとみられ、平安時代を通してほぼ摂関家に伝領された。

### 中世 - 近世
1189年（文治5年）鎌倉幕府の初代政所別当であった大江広元が最上郡下の寒河江荘および置賜郡全域の地頭に補任された。
1192年（建久3年）惣領である大江親広が寒河江荘の地頭職を相続し、以後親広の子孫が伝領。13世紀末頃、広元の四世孫元顕の代に初めて当地に入部したとされる（それまでは目代による統治）。
南北朝時代に入り、南朝方に与した元顕の子元政は1359年（延文4年・正平14年）北朝より派遣された斯波兼頼との戦で討ち死。跡を継いだ元政の子時茂は一族を寒河江荘各地に配置し、防禦に備えた。当地には次男大江元時が配され、左沢楯山城に拠った。
1368年（応安元年・正平23年）、元時は斯波最上氏との漆川の戦い（現本郷地区大字荻野）で敗れ、荻袋盾（現本郷地区大字荻野）に拠っていた次男大江冬政ら一族60数名と自刃。しかし、元時の長男氏政らは楯山城に残存し、後に左沢氏を称し国人としての独立性を高めていった。
1584年（天正12年）、最上義光の攻勢を受けた寒河江大江氏18代高基は敗走し、貫見盾（現七軒地区大字貫見）で自刃。大江氏は滅亡し、寒河江荘であった領域は全て最上氏の支配下に入る。
1600年（慶長5年）慶長出羽合戦が起こると上杉氏の別動隊により攻撃を受け楯山城は陥落する。最上氏の下では長尾右衛門が治めた。
1622年（元和8年）、最上氏の改易により、左沢藩1万2000石が成立し、酒井直次が封じられた。直次は、当初、左沢楯山城を藩庁としていたが、ほどなく小漆川城（現大字左沢字小漆川および大字本郷己字古城裏）を築城し、城下町の整備を行った。
1630年（寛永7年）、直次は嗣子なくして没したために絶家。左沢は収公され天領となり、庄内藩の預地を経て、1632年（寛永9年）に庄内藩丸岡領との交換が成立し、庄内藩領に組み込まれた。これは、肥後藩の改易に伴い藩主加藤忠広が庄内藩預かり処分となった後、庄内藩丸岡領に出羽丸岡藩1万石として封じられた処置に因るものである。
1648年（慶安元年）、庄内藩より松山藩が分知の折、現左沢（除く大字三郷）および本郷地区は松山藩領となる。
1868年（慶應4年）、戊辰戦争後の処分により天領（長岡代官所管轄）であった現七軒地区および棚倉藩領となっていた現左沢地区大字三郷が酒田民生局に移管。

### 明治以降
- 1869年（明治2年）6月 - 松山藩が松嶺藩へ改称。左沢（除く大字三郷）および本郷地区は引き続き同藩所管。
- 同5月3日 - 火災により左沢（現大字左沢）の市街地の7割を焼失する。
- 同7月 - 酒田民政局の管轄区域に酒田県（第1次）が発足したことに伴い、七軒地区および左沢地区大字三郷は酒田県（第1次）所管。
- 1870年（明治3年）- 酒田県（第1次）が県庁移転・改称して山形県（第1次）となり、七軒地区および左沢地区大字三郷は山形県（第1次）所管。
- 1871年（明治4年）7月- 廃藩置県により松嶺藩領が松嶺県に移管したことに伴い、左沢（除く大字三郷）および本郷地区は松嶺県所管。
- 同11月 - 第1次府県統合により、現町域すべてが山形県（第2次）村山郡の管轄となる。
- 1876年（明治9年）- 第2次府県統合により現山形県が発足。
- 1877年（明治10年）- 深沢村、伏熊村、用村が合併し、三郷村（現左沢地区大字三郷）となる。
- 1878年（明治11年）- 郡区町村編制法の施行により、現町域が村山郡より西村山郡へ移管（同日村山郡は消滅）。
- 1882年（明治15年）- 小漆川村、市野沢村、上北山村、下北山村、滝野沢村、葛沢村が合併し、本郷村となる。
- 1889年（明治22年）4月1日 - 町村制の施行により、左沢村、三郷村、富沢村、小見村、藤田村の区域を以って左沢村が発足。
- 同 - 本郷村へ堂屋敷村、荻野村、橋上村、所部村、塩野平村、材木村、顔好村、十八才村、小釿村、楢山村、月布村、大鉢村が編入。
- 同 - 貫見村、沢口村、柳川村、黒森村、小柳村、小清村、勝生村の区域を以って七軒村が発足。
- 1896年（明治29年）8月17日 - 左沢村が町制施行して左沢町となる。
- 1906年（明治39年）- 年内にあった三度の火災により左沢の市街地（現大字左沢）の半数を焼失
- 1936年（昭和11年）6月7日 - 火災により左沢の市街地（現大字左沢）のほぼ全てが焼失。焼失建物450棟、被災人員730名、被害金額は50万円とされる[37]
- 1954年（昭和29年）10月1日 - 本郷村、七軒村が合併し、漆川村発足。
- 1959年（昭和34年）8月20日 - 左沢町、漆川村が合併し、大江町が発足。

## 行政

### 町長
- 松田兄次郎（1959年9月 - 1979年5月）
- 長瀬道郎（1979年5月 - 1988年2月）
- 逸見麻吉（1980年3月 - 1992年2月）
- 上田郁雄（1992年2月 - 2008年2月）
- 渡邉兵吾（2008年2月 - 2020年2月）
- 松田清隆（2020年2月 - 現職）

### 議会

#### 議長
- 菊地勝秀

#### 会派
- 平成29年9月29日現在[38]

| 会派名             | 議席数 | 議員名 | 所属党派 |
| ------------------ | ------ | --- | -------- |
| 会派に属しない議員 | 10     | 橋本彩子、菊地勝秀、土田勵一、関野幸一、藤野広美、宇津江雅人、菊地邦弘、結城岩太郎、毛利登志浩、伊藤慎一郎、櫻井和彦 | 無所属   |
| 欠員               | 0      | — |          |
| 計                 | 10     | |          |

## 施設

### 警察
- 寒河江警察署大江交番
- 寒河江警察署貫見駐在所

### 消防
- 西村山広域行政事務組合消防署大江分署

### 図書館
- 町立図書館
中央公民館（ぷくらす）に併設

### 体育施設
- 町民総合体育施設
大字本郷己字下タ原および本郷丁字下タ原。テニスコート、ナイター対応野球場、ゲートボール場、陸上競技場、屋外プールからなる。陸上競技場およびプールは隣接する大江中学校との共用となっている。
- 大江町体育センター
大字本郷丁字原田。中央公民館に隣接。バスケットボールのフルコート2面を取れるアリーナを備える。1999年10月竣工[39]。

### 総合公園
- 大山自然公園
大字小見字大山（左沢地区）。展望棟、芝生広場、キャンプ場、コテージ、ハイキングコースを備える。

### 福祉施設
- 山形県立朝日学園
大字藤田（左沢地区）。児童福祉法第44条に基づく児童自立支援施設。
- 特別養護老人ホーム大寿荘
大字藤田。社会福祉法人山形県社会福祉事業団による運営。
- 特別養護老人ホームらふらんす大江
大字左沢。社会福祉法人碧水会による運営。
- 介護老人保健施設景雲荘
大字左沢。医療法人霞晴堂による運営。
- グループホームあじさい
大字本郷丁。特定非営利活動法人あじさいによる運営。

### 生涯学習施設
- 山形県立朝日少年自然の家
大字左沢。
- 大江町歴史民俗資料館
大字本郷丁。大字小清字十郎畑（七軒地区）にあった1823年（文政6年）築の斎藤半助家住宅を移築し、民俗資料などを展示している。斎藤家は寛文年間から知られる名主であり、青荢・漆・養蚕などで栄えた商家でもあった。

### 公民館
- 中央公民館（ぷくらす）
大字本郷丁。
- 東地区公民館（町民ふれあい会館）
大字左沢。電動式移動席240席、可動式席108席、固定式席104席の劇場を備える。

## 経済

### 産業

#### 主な企業
- マルハニチロ株式会社（山形工場）
大字小見（左沢地区）。マルハニチロの冷凍麺・冷凍米飯類の製造拠点。旧日魯漁業株式会社山形工場が前身で、以前は果樹や魚介の缶詰が主力製品であった。
- クニミネ工業株式会社（左沢工場）
大字左沢（左沢地区）。ベントナイトの精製・加工。原料のベントナイト原石は、町内月布にある月布鉱山から産出されている。
- クニマイン株式会社
大字月布（本郷地区）。月布鉱山の管理・操業。クニミネ工業株式会社の連結子会社。
- マーレエンジンコンポーネンツジャパン株式会社（山形工場）
大字小見（左沢地区）。自動車エンジン部品の製造。旧山形泉株式会社（1976年設立）。2006年にマーレエンジンコンポーネンツ株式会社に吸収合併され、同社山形工場となった。

#### 郵便局
- 左沢郵便局（集配局）
- 貫見郵便局
- 村山本郷郵便局
- 三郷簡易郵便局
- 柳川簡易郵便局

#### 金融
- 山形銀行左沢支店
- 山形中央信用組合左沢支店
- JAさがえ西村山大江支所

## 友好都市
- 締結している自治体はないが、宮城県亘理郡亘理町と文化事業で相互協力する覚え書きを交わしている[40]。

## 地域

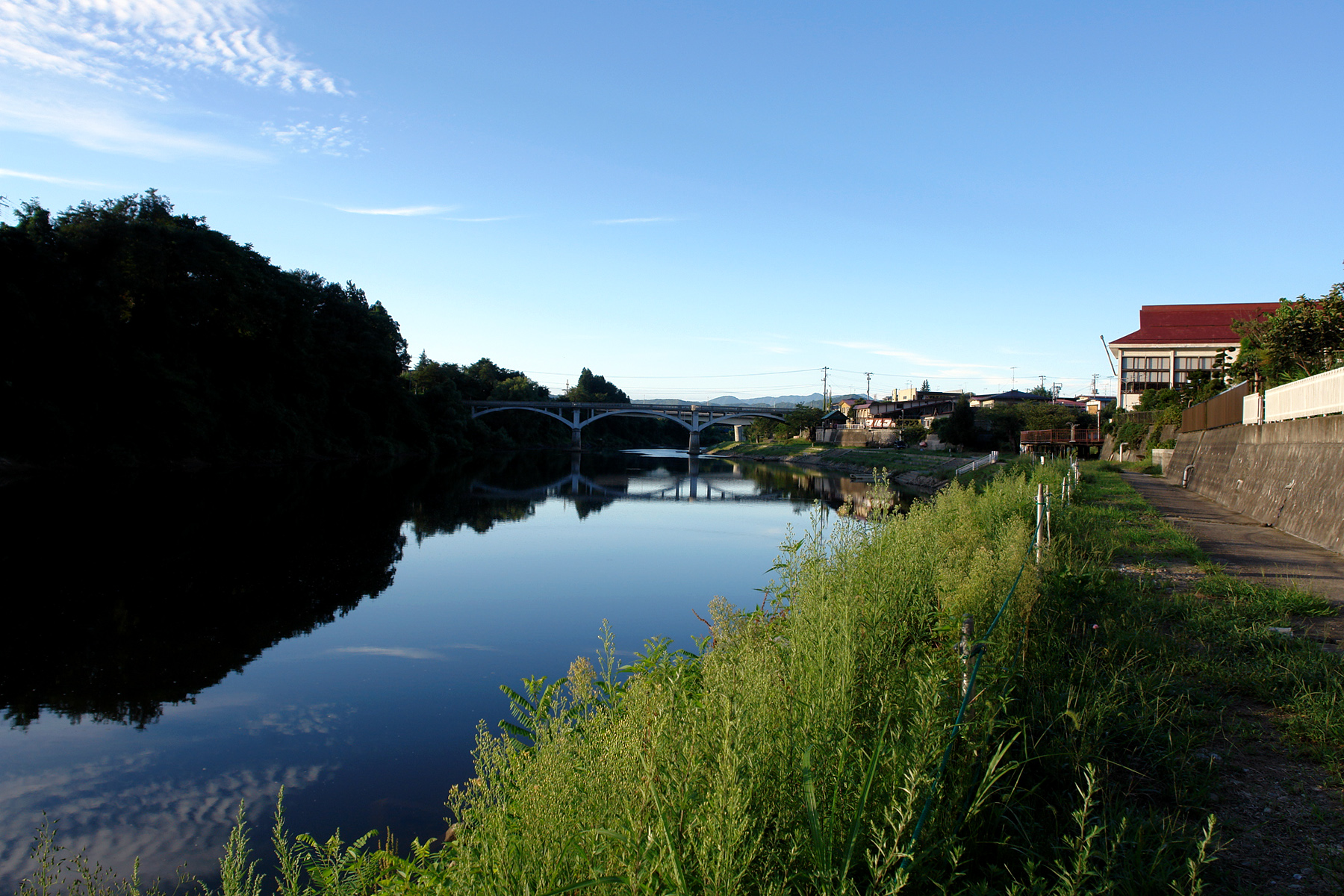
最上川
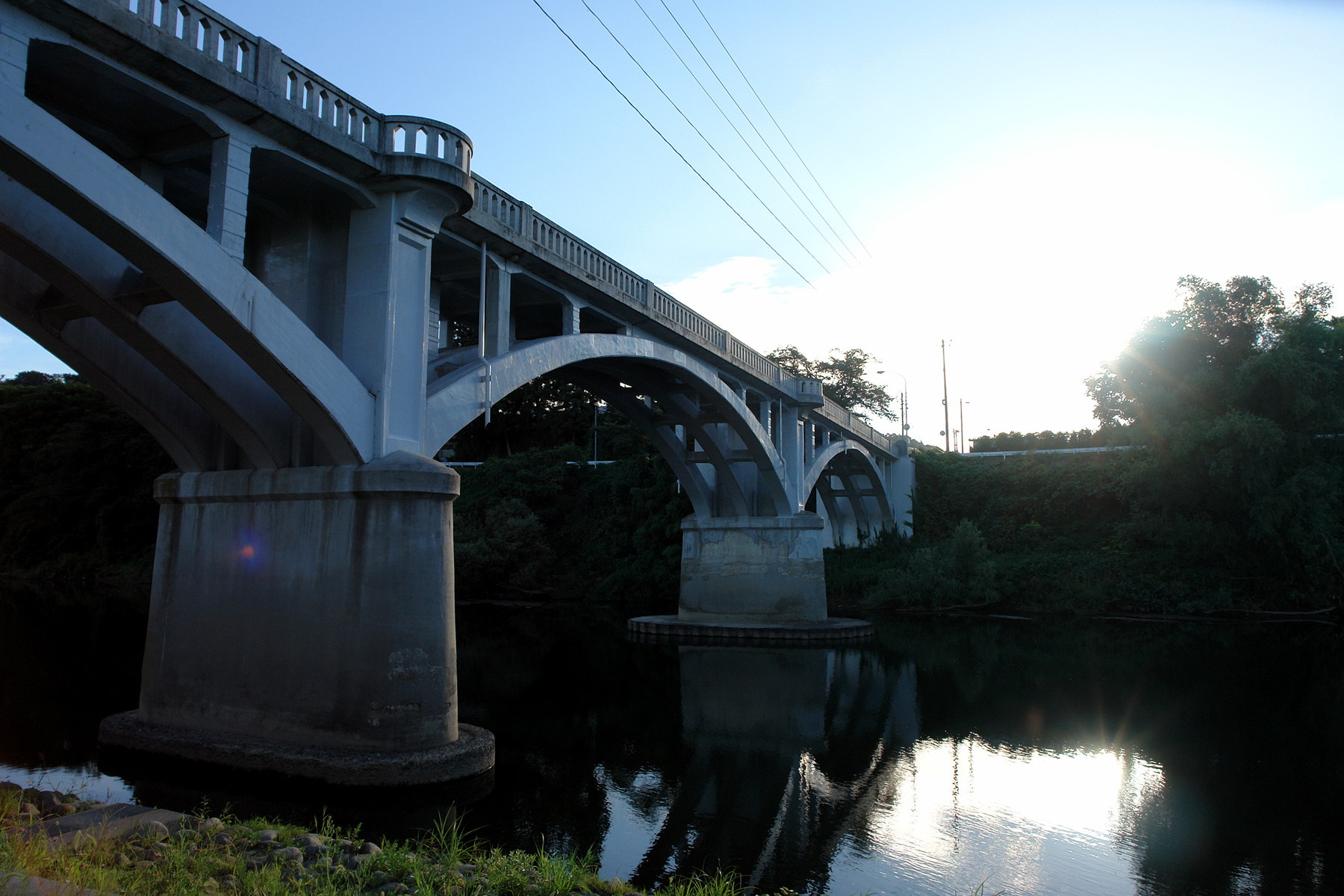
旧最上橋
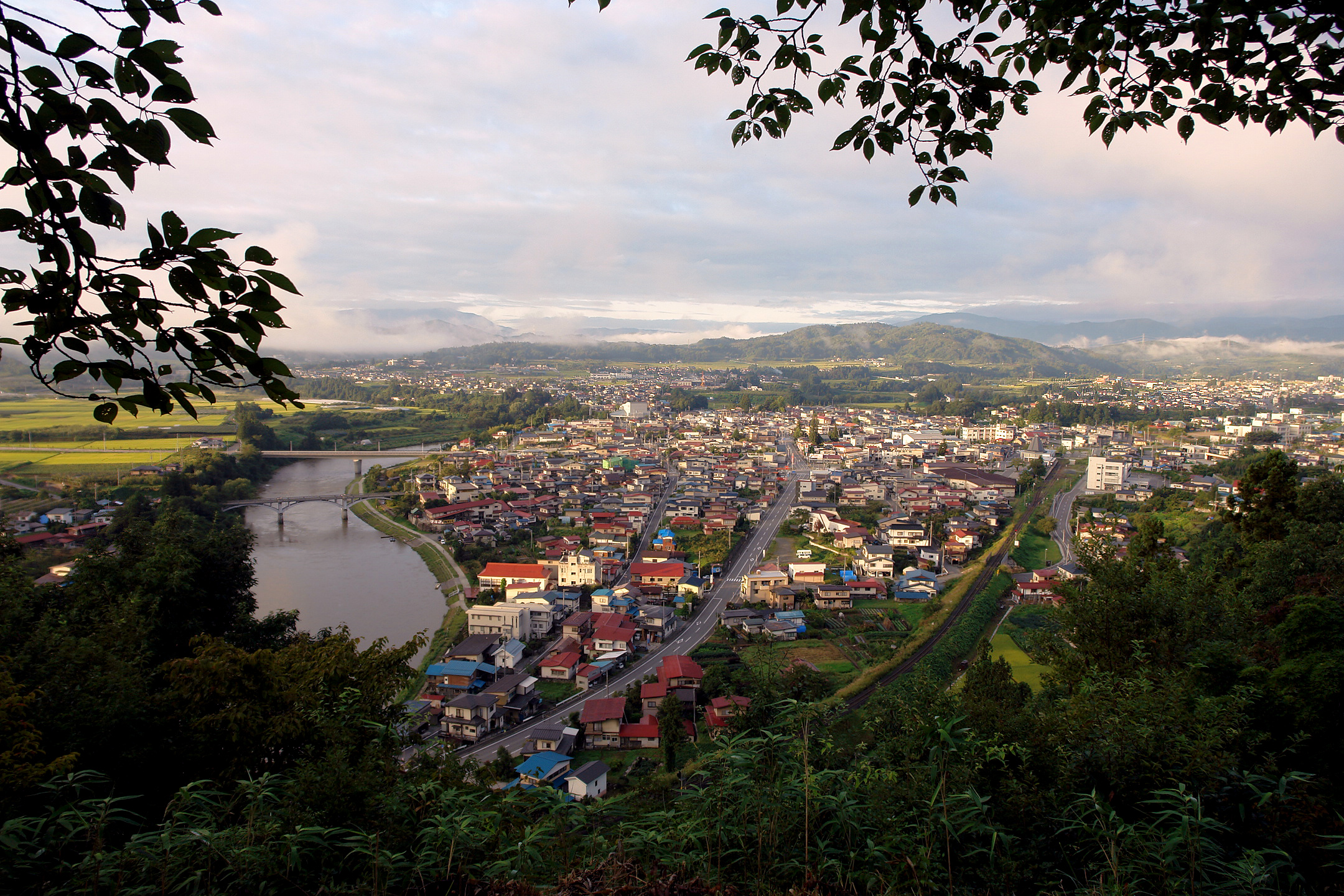
楯山公園からの眺め
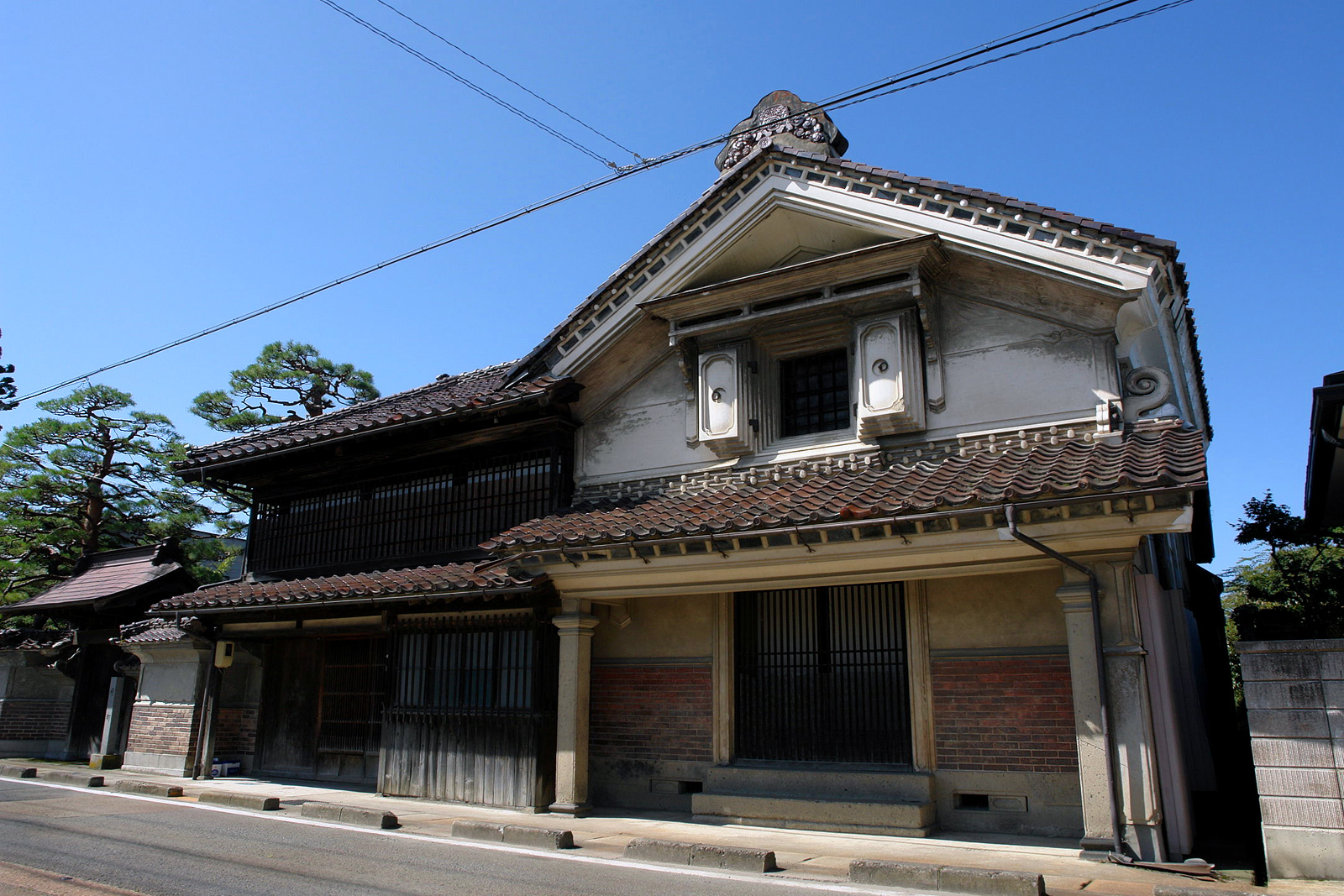
左沢原町
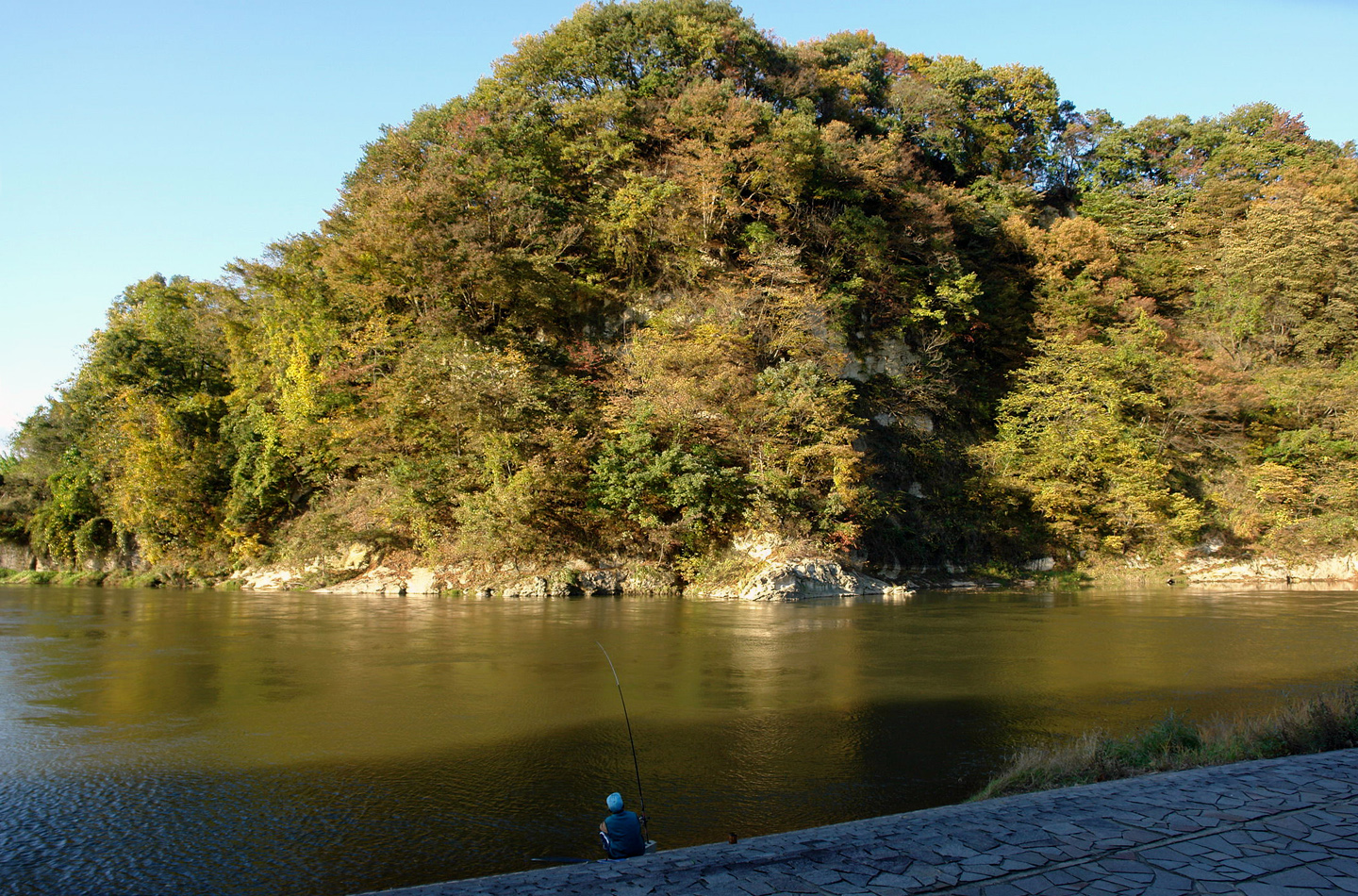
おしんロケ地
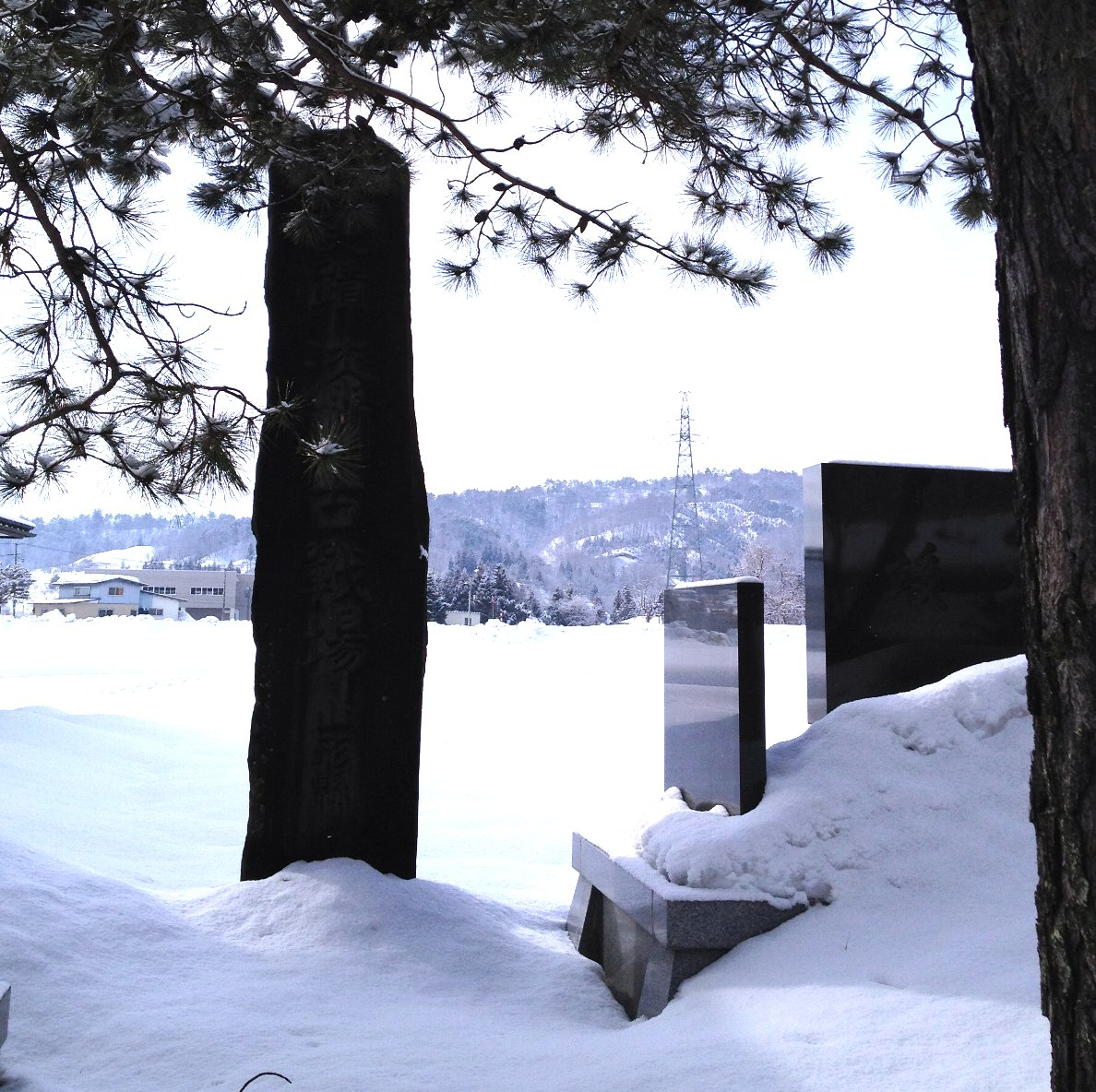
漆川古戦場碑

## 交通

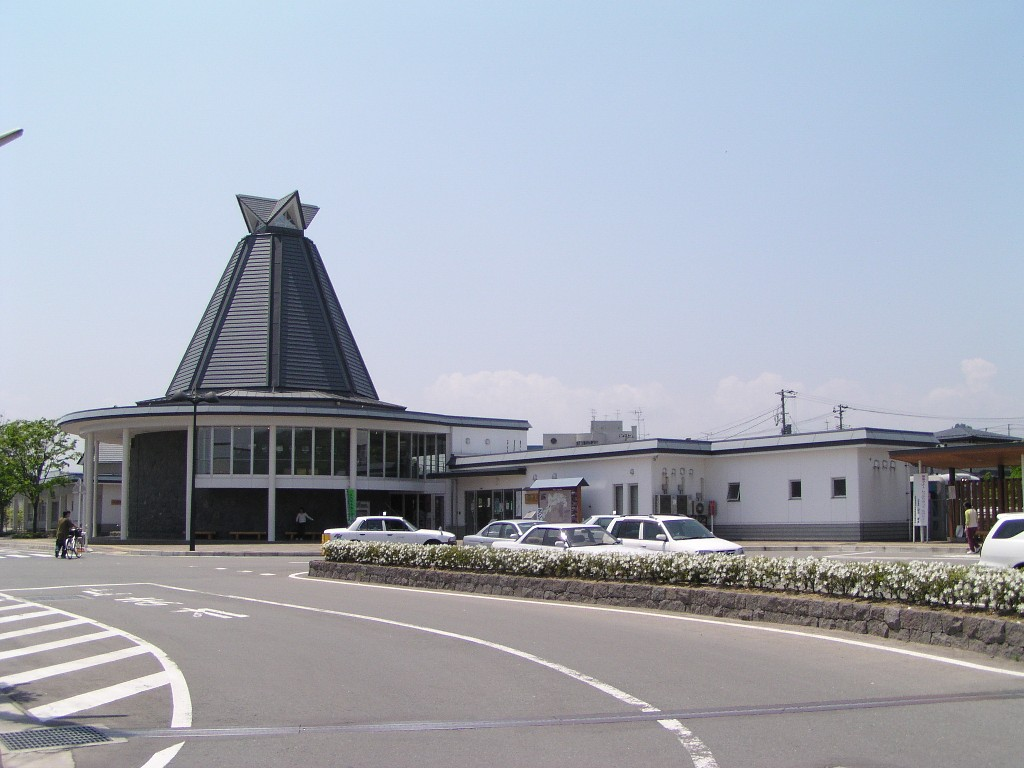
左沢駅（2005年5月）

県庁所在地の山形市までは車で30分程度、JR左沢線で45分。寒河江市中心部までは車で10分弱、JR左沢線で15分程度。
山形空港までは車で約20分、公共交通のみを利用する場合は予約制バスとJR左沢線の乗り継ぎで、約50分。最寄の国際空港となる仙台空港までは車で70分程度、公共交通のみを利用する場合はJR左沢線とシャトルバスの乗継で約2時間20分。

### 空港
- 山形空港（東根市）

### 鉄道路線
東日本旅客鉄道（JR東日本）
- 左沢線：左沢駅

中心となる駅：左沢駅

### 路線バス
- 山交バス
  - 寒河江駅前 - 寒河江市立病院 - 左沢駅前 - 朝日町役場前[43]
- 大江町営バス
  - 柳川温泉 - 左沢駅前 - 舟唄温泉 - テルメ柏陵[43]
    - 旧山形交通の左沢待合所 - 柳川線を引き継いだ廃止代替バス。
- 大江町乗り合いタクシー（事前登録制）[43]

### 道路
- 高速道路
町域内にインターチェンジはないが、最寄りの山形自動車道寒河江ICからは約10分。ETC対応車両であれば寒河江SAスマートICが寒河江ICよりも近い。庄内方面へは西川ICが最寄りICになる。
- 一般国道
  - 国道287号、国道458号
- 県道
  - 主要地方道
    - 山形県道9号長井大江線
    - 山形県道23号天童大江線
    - 山形県道27号大江西川線
    - 山形県道54号貫見間沢線

## 教育

### 高等学校
- 山形県立左沢高等学校（女子剣道部は全国屈指の強豪校[44]）

### 中学校
- 大江町立大江中学校（1976年（昭和51年）に左沢中学校、本郷中学校、七軒中学校が統合され創立）

### 小学校
- 大江町立左沢小学校（1873年（明治6年）4月創立。西村山地区（含寒河江市）で最初に開学した小学校[45]）
- 大江町立左沢小学校藤田の丘分校
- 大江町立本郷東小学校（1894年（明治7年）11月、北山学校として創立）

### かつて存在した小学校
- 大江町立七軒西小学校南又分校（元漆川村立第四小学校南又分校。1972年（昭和47年）廃校

）
- 大江町立七軒南小学校十郎畑冬季分校（元漆川村立第五小学校十郎畑冬季分校。1972年（昭和47年）廃校[46]）
- 大江町立七軒西小学校古寺分校（元漆川村立第三小学校古寺分校。1962年（昭和37年）七軒東小学校から移管、1974年（昭和49年）廃校[46]）
- 大江町立本郷西小学校大鉢分校（元漆川村立第二小学校大鉢分校。1976年（昭和51年）廃校[46]）
- 大江町立七軒南小学校（1981年（昭和56年）七軒西小学校に統合され同道海分校。1998年（平成10年）休止、児童は本郷東小学校へ。2013年（平成25年）廃校[46]）
- 大江町立七軒西小学校（2001年（平成13年）休校、児童は本郷東小学校へ。2013年（平成25年）廃校[46]）
- 大江町立七軒東小学校（2006年（平成18年）休校、児童は本郷東小学校へ。2013年（平成25年）廃校[46]）
- 大江町立三郷小学校（2012年（平成24年）休校、児童は左沢小学校へ）
- 大江町立本郷西小学校（1892年（明治25年）本郷西部尋常小学校として創立。2013年（平成25年）廃校、児童は本郷東小学校へ[47]）

## 観光ほか

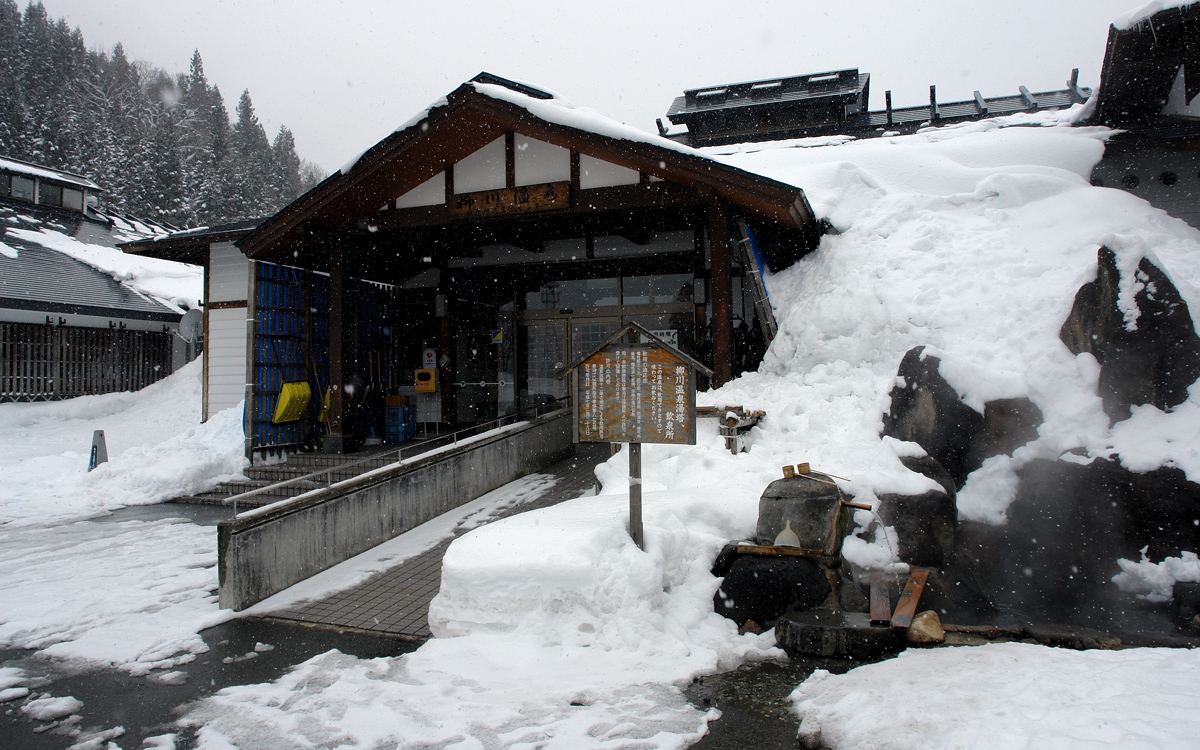
柳川温泉

- 左沢町場の景観
国指定文化財（重要文化的景観）[48]。
- 水郷おおえ夏まつり花火大会（8月15日）
1922年（大正11年）にスタートした山形県最古の花火大会。
- 大江ひなまつり（3月）
- 正調最上川舟唄全国大会（6月）
- 左沢楯山城址（楯山公園）
国指定文化財（史跡）[49]。
- 阿弥陀如来坐像（護真寺）
大字三郷字伏熊（左沢地区）。県指定文化財。12世紀（平安後期）の作。
- 神代カヤ
大字小釿（本郷地区）。根周り9m、高さ19m。樹齢約1,500年で、東北地方最古のカヤの木といわれる。
- 松保の大杉
大字小清（七軒地区）。県指定文化財。根周り14.7m、高さ約26m。樹齢約1100年で、山形県で最古の杉の木といわれる。
- 楢山不動滝
大字楢山（本郷地区）。落差約16mの直瀑。入間沢橋東詰および林道楢山小柳線より遊歩道が整備されている。
- 道の駅おおえ
大字藤田（左沢地区）。舟唄温泉に隣接している。
- 柳川温泉
大字柳川（七軒地区）。
- 舟唄温泉
大字藤田（左沢地区）。柏稜荘とテルメ柏稜の2軒の入浴施設がある。道の駅おおえに隣接している。
- 古寺鉱泉
大字古寺（七軒地区）。大朝日岳への登山口にもなっている。
- 大江町まちなか交流館 ATERA　大字左沢（左沢地区）。昭和10年代に建設され、もともとは銀行として使用されたが、空き家となり、平成25年に大江町に寄贈された。[50]

## 出身人物
- 鈴木俊雄（東京府蚕糸試験場技師、鈴木俊一（内閣官房副長官、第9・10・11・12代東京都知事）の父
- 板垣清一郎（第8・9・10・11・12代山形県知事）
- 吉村美栄子（第17・18・19代山形県知事）
- 若松正俊（山形県副知事、山形県住宅供給公社理事長）
- 志田周子（女医、アララギ派の歌人。旧左沢町が生誕地）
- 熊谷眞一（シベール創業者）
- 結城登美雄(地元学プロデューサー。2004年芸術選奨文部科学大臣賞受賞。)

## 大江町が登場する作品
- NHK朝の連続TV小説「おしん」ロケ地：おしんがいかだで最上川を下って母親と別れる場面を撮影